# Caprino Bergamasco
Caprino Bergamasco är en ort och kommun i provinsen Bergamo i regionen Lombardiet i Italien. Kommunen hade 3 072 invånare (2018).